# Franz Xaver Kronberger
Franz Xaver Kronberger (* 12. Dezember 1913 in Thann bei Aschau am Inn; † 31. Oktober 2010) war ein deutscher katholischer Geistlicher.

## Werdegang
Kronberger empfing die Priesterweihe am 31. März 1940. Seine Kaplansjahre führten ihn nach Endorf, Wartenberg und Grafing. Danach war er als Assistent in der Finanzkammer des Erzbistums München und Freising tätig. 1949 wurde er zum Domvikar bestellt. Im Nebenamt wirkte er von 1953 bis 1983 als Geistlicher Beirat der Pfarrhausangestellten und außerdem von 1962 bis 1969 als Präses der Marienanstalt in Warnberg. Von 1966 an war er Richter und Notar im Konsistorium der Erzdiözese. 2002 wurde er emeritiert, blieb aber weiter in der Rechtsprechung tätig.
Für die Zeit von 1982 bis 1995 hat er im Auftrag des Vereins für Diözesangeschichte eine jährliche Chronik der Erzdiözese München und Freising erstellt, die in den Jahresbänden der Zeitschrift „Beiträge zur altbayerischen Kirchengeschichte“ veröffentlicht worden ist. 1997 erschien eine Chronik der Erzdiözese München und Freising für die Jahre 1945–1995.
Für seine Verdienste wurde er 1980 mit dem Verdienstkreuz am Bande der Bundesrepublik Deutschland geehrt.

## Schriften
- Chronik der Erzdiözese München und Freising für die Jahre 1945 – 1995. München 1997.